# Итайсаба
Итайсаба (порт. Itaiçaba)  —  муниципалитет в Бразилии, входит в штат Сеара. Составная часть мезорегиона Жагуариби. Входит в экономико-статистический  микрорегион Литорал-ди-Аракати. Население составляет 7228 человек на 2006 год. Занимает площадь 209,490 км². Плотность населения — 34,5 чел./км².
Праздник города —  7 октября.

## Статистика
- Валовой внутренний продукт на 2003 составляет 15.354.094,00 реалов (данные: Бразильский институт географии и статистики).
- Валовой внутренний продукт на душу населения на 2003 составляет 2.215,60 реалов (данные: Бразильский институт географии и статистики).
- Индекс развития человеческого потенциала на 2000 составляет 0,641 (данные: Программа развития ООН).